# Minstrel Man
Minstrel Man é um filme norte-americano de 1944, do gênero drama musical, dirigido por Joseph H. Lewis e estrelado por Benny Fields e Gladys George.
Minstrel Man é um filme B produzido pela PRC, um dos pequenos estúdios do chamado Poverty Row, cuja importância reside em que, surpreendentemente, recebeu duas indicações ao Oscar: uma pela trilha sonora e outra pela canção "Remember Me to Carolina", composta por Harry Revel e Paul Francis Webster e interpretada por Benny Fields, um veterano do vaudeville.

## Sinopse
Astro do vaudeville, Dixie Boy Johnson prepara-se para brilhar na Broadway. Entretanto, na noite de estreia, sua esposa falece ao dar à luz. Profundamente abalado, ele abandona as luzes da ribalta e deixa o bebê para ser criada por seus colegas Mae e Lasses White. A criança torna-se a bela jovem Caroline, que decide procurar pelo pai, supostamente já morto.

## Premiações
| Patrocinador                                  | Prêmio | Categoria                                                    | Situação |
| --------------------------------------------- | ------ | ------------------------------------------------------------ | -------- |
| Academia de Artes e Ciências Cinematográficas | Oscar  | Melhor Canção Original Melhor Trilha Sonora de Filme Musical | Indicado |

## Elenco
| Ator/Atriz         | Personagem                     |
| ------------------ | ------------------------------ |
| Benny Fields       | Dixie Boy Johnson              |
| Gladys George      | Mae White                      |
| Alan Dinehart      | Lew Dunn                       |
| Roscoe Karns       | Roscoe                         |
| Jerome Cowan       | Bill Evans                     |
| Judy Clark         | Caroline Johnson (adolescente) |
| Molly Lamont       | Caroline Johnson (adulta)      |
| John Raitt         | Cantor                         |
| Lee 'Lasses' White | Lasses White                   |

## Literatura
- Albagli, Fernando (1988). Tudo Sobre o Oscar. Rio de Janeiro: EBAL. ISBN 8527200155
- Filho, Rubens Ewald (2003). O Oscar e Eu. São Paulo: Companhia Editora Nacional. ISBN 8504006069
- Maltin, Leonard (2010). Leonard Maltin's Movie Guide - 2011 Edition (em inglês). Nova Iorque: New American Library. ISBN 9780451230874